# Liste des sénateurs du Kasaï Central
 (mai 2024).
La Province du Kasaï-Central compte quatre sénateurs au total, comme c'est le cas dans toutes les provinces en République démocratique du Congo hormis la ville province de Kinshasa (qui en compte 8). Les sénateurs du Kasaï-Central sont élus au second degré par l'Assemblée provinciale.

## Mandature 2019-2024
L'élection des sénateurs a lieu le 15 mars 2019, la validation des mandats se déroule le 5 avril 2019 au siège de Sénat.
| Prénom Nom Post-Nom             | Sexe | Parti | Notes           |
| ------------------------------- | ---- | ----- | --------------- |
| Monaluxe ML Mona Kayoko Pauline | F    | PPRD  | élue par 9 voix |
| Kamonji Nasserwa Ida            | F    | PPRD  | élue par 7 voix |
| Kambayi Cimbumbu Denis          | M    | PPRD  | élu par 4 voix  |
| Mwawatadi Banjila Shibondo Boni | M    | ABCE  | élu par 3 voix  |